# Управляемый эксперимент
«Управляемый эксперимент» (англ. The Outer Limits: Controlled Experiment) — телефильм, 16 серия 1 сезона телесериала «За гранью возможного» 1963—1965 годов. Режиссёр: Лесли Стивенс. В ролях — Барри Морс, Кэрролл О'Коннор, Грейс Ли Уайтни, Роберт Фортир, Боб Кельян.
Эта серия должна была стать пилотной для предполагаемого сериала, в котором главные роли играли бы Кэрролл О’Коннор и Барри Морс — роли двух марсиан, посланных на Землю, чтобы исследовать человеческие жизнь и историю. Телекомпания CBS вместо этого выбирала для съемок сериал «Мой любимый марсианин» с Рэем Уолстоном и Биллом Биксби в главных ролях.
В серии очень часто используется прием повторения отснятого материала. Инопланетные наблюдения за событиями на Земле показаны как прогоны одного и того же материала — причем как простые повторения, так и пущенные в обратном движении.

## Вступление
Кто не видел темные углы огромных городов, в которых маленькие и ничтожные существа ночью бесцельно блуждают в потаенных городских углах? Бесцельно ли? Есть и те, цель которых простирается далеко за пределы наших самых диких мечтаний.

## Сюжет
Два человекообразных инопланетянина изучают самую природу преступления с помощью специального устройства, их интересует исследование самого понятия «убийство». Они связываются по системе особых мониторов с Землей. Используя машину, которая может ускорить время, замедлить его, полностью изменить его, или остановить его вообще, они рассматривают одну ту же самую сцену убийства много раз. Но один из них оказывается неспособен сопротивляться возможности вмешаться во время и изменить его.

## Заключительная фраза
Кто знает? Возможно, изменение одного маленького события может когда-нибудь вызвать Конец Света. Но это будет еще не скоро, а до тех пор у нас есть хорошая жизнь, которой мы будем жить здесь и сейчас.